# فديرالية المنتخبين المسلمين الجزائريين
حزب فيدرالية المنتخبين المسلمين الجزائريين (1927-1938)، حركة سياسية ليبيرالية جزائرية، تزعمها فرحات عباس، وبعض الأعضاء كإبن جلول، وابن توهامي.
اهتمت فيدرالية المنتخبين المسلمين الجزائريين منذ تأسيسها بالجانب الثقافي، رغم أن الفيدرالية كانت موالية للإدارة الاستعمارية إلا أنها وجهت نشاطاتها تحديدا للفئة المثقفة القليلة في المجتمع الجزائري وأسهمت ثقافيا في الحركة الوطنية؛ فدعمت الحركة الصحفية بالكتابة فيها، ودعت إلى الإقبال على العلم، واهتمت بالنوادي والجمعيات الوطنية.

## تاريخ
تعود بدايات انبثاقها إلى سنة 1912 حين تقدم عدد من الشباب الجزائريين المفرنسين بعريضة إلى الحكومة الفرنسية يُطالبون فيها برفع القوانين الاستثنائية واعتماد المساواة الكاملة بين الجزائريين والفرنسين فب الحقوق والواجبات والتي كونت حركة سياسية تضم أصحاب الاتجاهات الليبرالية والتي عرفت بفيديرالية المنتخبين المسلمين وهناك من أطلق عليها اتحاد النواب المسلمين 
وقد ارتبط تأسيس فيدرالية النواب المنتخبين المسلمين الجزائريين سنة 1927 بإصلاحات 04 فبراير 1919 الفرنسية. تأسست الفيدرالية بعد اجتماع بالنادي الإسلامي بمدينة الجزائر في 11 سبتمبر 1927 بدعوة من أبو القاسم بن التهامي، بحضور أنصار الإدماج المعارضين لفكرة الأميرخالد والمقتنعين بفكرة التجنيس الجماعي. أسندت الرئاسة الشرفية للفيدرالية للشيخ "محمد بن رحال " النائب بعمالة وهران.
عقد المؤتمر التأسيسي الأول للنواب المنتخبين في 21 سبتمبر 1927، حيث اجتمع مائة وخمسون نائبا (150) حاولوا توحيد أهدافهم للعمل على محاربة التفرقة العنصرية والدعوة إلى تحقيق إصلاحات اجتماعية واقتصادية وسياسية في إطار الشرعية الفرنسية وهي:
- تمثيل الأهالي الجزائريين في البرلمان الفرنسي.
- إلغاء قوانين الأهالي والقوانين الخاصة.
- تنظيم ذهاب العمال الجزائريين إلى فرنسا.
- المساواة في سن الخدمة العسكرية.
- المساواة التامة في الأجور والمنح.
- تطبيق القوانين الاجتماعية التي يتمتع بها الأوروبيون.

ترأس أبو القاسم بن التهامي الحركة في البداية كجزائري تجنس بالجنسية الفرنسية، والذي أُبعد عن رئاسة الفيدرالية خلال اجتماع 25 ديسمبر 1927م .
في يناير 1928، اجتمع مائة وستة وسبعون (176) نائبا وأعيد تأسيس الفيديرالية بزعامة الدكتور "الطاهر بن جلول"